# カントリーハム

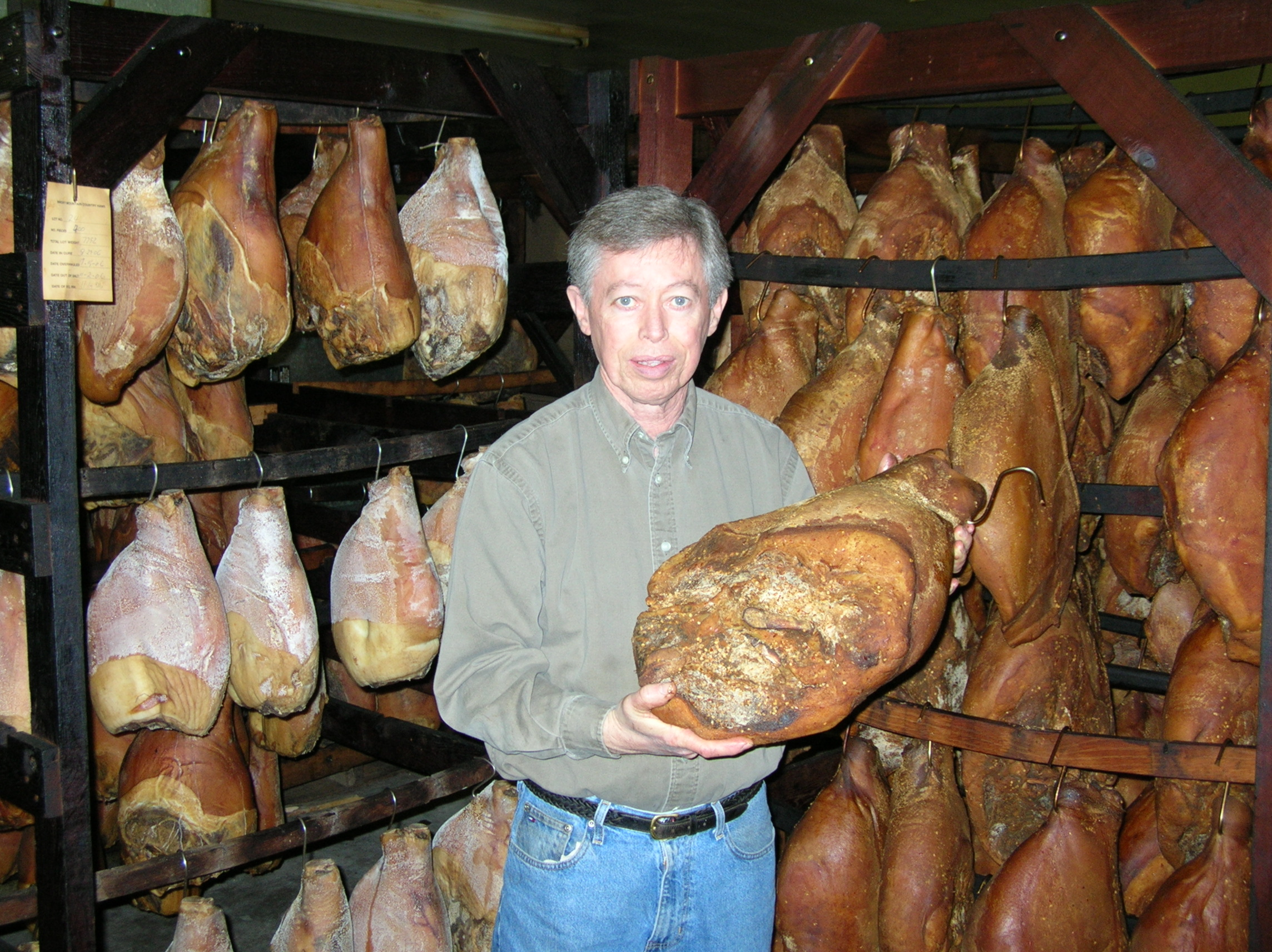
熟成中のカントリーハム

カントリーハム（英: Country ham）は塩蔵および燻製によって製造されるハムの一種。
ノースカロライナ州やサウスカロライナ州やテネシー州やバージニア州やジョージア州やケンタッキー州やメリーランド州ほか近隣州で生産される。
バージニアハム（より正確にはスミスフィールド・ハム ）はバージニア州で生産されるカントリーハムである。「バージニアスタイル」とは生産地ではなく、塩蔵方法を指している。

## 製造方法
カントリーハムは亜硝酸塩の有無にかかわらず1ヶ月～3ヶ月の期間塩蔵される。一般的にヒッコリーやレッドオークなどの堅木によって燻製されるが、ノースカロライナ州の「ソルト・アンド・ペッパーハム」のように、燻製されないものも存在する。燻製後、数ヶ月から3年ほど熟成する。熟成の期間は肉に含まれる脂肪の量によって変化する。カントリーハムはすぐに食せる状態ではないが保存には適している。店舗では、一般的に骨付きのまま冷蔵されず、刻印のついた布袋に入れた状態で販売される。また、あらかじめスライスされ、真空包装されたものも販売されている。

## 調理方法
カントリーハムには、スライスしてフライパンで炒める、丸焼きにする、水を何度か変えながら数時間ゆでる、といった調理方法がある。丸ごとのハムを食するには、表面の塩分やカビなどを取り除くために数時間にわたって水につけたり、表面をこすり洗いしたりする必要があるが、そのようにしてもなお非常に塩辛い。カントリーハムの魅力はこの塩辛さにあるとする人たちもいる。カントリーハムは表面を削る、こすり洗いをするなどしてはがし、スライスして炒めたものをそのまま食することもある。また、表面を残したまま炒めることもある。伝統的には、ハムの両面に軽く焼き色がつく程度に少しだけ炒める方法もある。片面30秒程度しか焼かない、ということも珍しくない 。
炒めたカントリーハムは、大腿骨の断面を残したまま全体をスライスしたものが、前菜として提供されることも多い。ハムを炒めた後に残った肉汁でレッド・アイ・グレービーが作られることも多く、その場合水、またはコーヒーをフライパンに追加して調理する。一般的にハムステーキは3/8インチの厚さにスライスされる。
炒めた、またはゆでたカントリーハムは薄切りにされ、バターミルクのビスケットまたは、類似のビスケットやbeaten biscuit、イーストロールと共に、時には溶かしバターとブラウン・シュガーのソースを添えて供される。カントリーハムの生産地域では、教会の夕食や結婚式のレセプションで「ハムビスケット」（いわゆるビスケットまたはロールパン）がよく見受けられる。
切れ端や調理された骨、切り落とされた踵の部分は、野菜や豆果を調理する際に味付けとして使用される。
カントリーハムはイタリアの非加熱のプロシュット・クルードに似ているが、プロシュットは燻製にせず、一般的にはカントリーハムよりも水分を含んでいる。また、プロッシュットは伝統的なカントリーハム「ステーキ」やサンドイッチ用のスライスよりもかなり薄くスライスされる。
米国では金華ハムがUSDAの輸入規制によって入手できないため、それを使用するレシピではカントリーハムが代替としてよく利用される。